# 메가스터디교육
메가스터디교육(주)(MegaStudyEdu)는 메가스터디, 엠베스트, 엠주니어를 운영하는 대한민국의 온라인 교육 학원이다. 메가스터디(주)에서 초중고등교육사업부문이 분리되어 2015년 4월에 설립되었고, 2015년 5월 코스닥에 상장했다.

## 연혁
- 2015년 4월 1일: 메가스터디(주)와 메가스터디교육(주)로 분할

## 조직
고등학생과 재수생을 대상으로 온라인 강의 제공 및 오프라인 단과 학원 일부의 운영을 담당하는 고등이러닝사업본부, 초등학생 및 중학생을 대상으로 온라인 강의 서비스를 제공하는 초중등사업본부, 고등학생과 재수생의 오프라인 학원의 운영을 담당하는 학원사업본부, 전산보안·경영지원·사업전략·법무지원을 담당하는 경영지원본부와 IT업무를 전담하기 위해 대표이사 직속으로 설치된 기술지원실로 구성되어 있다.

## 인터넷 강의진
| 국어       | 수학          | 영어          | 한국사 | 사회탐구 | 과학탐구     | 대학별고사      | 제2외국어/한문 |
| 강민철     | 현우진        | 조정식        | 이다지 | 지리     | 물리학       | 언어 논·구술    | 일본어         |
| 김동욱     | 김기현        | 김기철        | 김종웅 | 이기상   | 배기범       | 박기호          | 이선옥         |
| 김상훈     | 양승진        | 김지영        | 고아름 | 민정     | 강민웅       | 장진석          | 스페인어       |
| 전형태     | 김성은        | 김기훈        | 한능검 | 역사     | 김성재       | 최인호          | 천예솔         |
| 엄선경     | 오르새        | 곽동령        | 고종훈 | 이다지   | 손지호       | 수리 논·구술    | 아랍어         |
| 이원준     | 이승효        | 킹콩          |        | 김종웅   | 화학         | 김종두          | 이윤석         |
| 박석준     | 장영진        | 고수현        |        | 고아름   | 고석용       | 배기은          | 중국어         |
| 최인호     | 강영찬        | 고정재        |        | 윤리     | 정훈구       | 김지훈          | 박수진         |
| 신용선     | 김종두        | 단어암기 전문 |        | 김종익   | 정우정       | 과학 논·구술    | 프랑스어       |
| 고1·2 전문 | 고1·2 전문    | 김동영        |        | 어준규   | 우마리아     | 최우택          | 정수린         |
| 권선경     | 장미리        | 듣기 전문     |        | 강상식   | 생명과학     | 사관학교/경찰대 | 한문           |
| 박리나     | 하정민        | 라라          |        | 사회문화 | 백호         | 곽동령          | 양훈식         |
| 나연진     | 남혜영        | 고1·2 전문    |        | 윤성훈   | 한종철       |                 | 베트남어       |
|            | 김재은        | 이정민        |        | 최적     | 박지향       |                 | 홍빛나         |
|            | 이현수        | 김엄지        |        | 손고운   | 김희석       |                 | 독일어         |
|            | 개념원리 전문 | 김범우        |        | 어준규   | 지구과학     |                 | 민병필         |
|            | 이지훈        | 민우          |        | 김용택   | 오지훈       |                 | 러시아어       |
|            | 박한솔        | 라라          |        | 경제     | 장풍         |                 | 빠샤           |
|            | 추영기        |               |        | 우영호   | 박선         |                 | 학습심리       |
|            | 차유미        |               |        | 정치와법 | 엄영대       |                 | 김종환         |
|            | 이승주        |               |        | 최적     | 함석진       |                 |                |
|            | 신정화        |               |        | 김용택   | 통합과학     |                 |                |
|            | 송화성        |               |        | 통합사회 | 장풍         |                 |                |
|            |               |               |        | 이다지   | 배기범       |                 |                |
|            |               |               |        | 김종웅   | 우마리아     |                 |                |
|            |               |               |        | 어준규   | 고석용       |                 |                |
|            |               |               |        | 이한아   | 신승환       |                 |                |
|            |               |               |        | 최적     | 과학탐구실험 |                 |                |
|            |               |               |        | 김종익   | 최은정       |                 |                |

## 같이 보기
- 메가스터디